# Marionetter (film fra 2009)
|  | Denne artikel er oprettet af botten Steenthbot ud fra en ekstern database. Den kan derfor have sproglige fejl eller mangler. Denne skabelon kan fjernes efter kontrol af indholdet. |

 For alternative betydninger, se Marionetter. (Se også artikler, som begynder med Marionetter)
Marionetter er en dansk kortfilm fra 2009 instrueret af Jesper Nislev Mortensen.

## Handling
I filmen møder vi pigen Lærke, der har et trist syn på samfundet. Hun forsøger at bryde normerne og får følgeskab af den desillusionerede Anton. Realiteterne trænger sig på og Lærke begynder at tvivle på sit projekt.